# Maro Douka
Maro Douka

Link zum Bild

Maro Douka (griechisch Μάρω Δούκα, * 1947 in Chania) ist eine griechische Schriftstellerin.

## Leben
Maro Douka wurde als Maro Georgedaki (Μάρω Γεωργεδάκη) geboren und wuchs in Chania (Kreta) auf. Als Jugendliche liebte sie es zu lesen, was nach ihrer eigenen Einschätzung dazu führte, dass sie Schriftstellerin wurde.
1966 zog sie nach Athen, studierte an der Universität Athen und erhielt einen Abschluss in Geschichte und Archäologie. In dieser Zeit begann Douka, sich dem politisch linken Spektrum anzuschließen. Ab 1967 regierte die Junta in Griechenland. Douka wurde inhaftiert und lernte in der Haft ihren späteren Mann Nikos Doukas kennen. Nach ihrer Heirat zogen die beiden mehrfach innerhalb Athens um, bis sie sich 1981 in dem Athener Vorort Neo Psychiko niederließen. Sie haben einen Sohn.
1974 wurde sie von einem Auto angefahren und schwer verletzt, dieser Unfall prägte sie und, wie sie selbst in einem Interview sagte, das Schreiben wurde eine Lebensweise für sie: „Το γράψιμο, επομένως, σ' εμένα από πολύ νωρίς έγινε τρόπος ζωής, τρόπος σκέψης.“ (So wurde das Schreiben für mich schon sehr früh zu einer Lebensweise, zu einer Art zu denken.)
Ihre erste veröffentlichte Novelle Der Brunnen verfasste Douka noch als politisch Gefangene. Der Brunnen kam nach dem Fall der Junta 1974 als ihr erstes Buch heraus. In ihrem Werk greift sie häufig aktuelle, griechische Themen auf und blickt zurück auf die Geschichte ihres Heimatlandes. Sie schreibt, wie sie es ausdrückt, um „die Zeit mit ihren Ereignissen einzufangen“. Maro Douka zählt in der griechischen Literatur zur sogenannten „Generation der 70er“ (γενιά του ’70), da sie in den 70er Jahren ihr literarisches Debüt machte, und gilt als eine der erfolgreichsten Vertreterinnen der modernen griechischen Literatur. Zu ihrem Werk gehören Romane, Novellen, Theaterstücke und Erzählungen, die auch in zahlreiche Sprachen übersetzt wurden. Ihre Bücher werden inzwischen ausschließlich vom Pataki-Verlag veröffentlicht.

## Politisches Engagement
Douka nimmt öffentlich Stellung zu Themen, die die griechische Gesellschaft bewegen. So stand sie der Familie des 2018 getöteten Zak Kostopoulos, der Aktivist der griechischen LGBT-Community war, während des Gerichtsverfahrens gegen seine Mörder bei. Für die Wahlen zum Europäischen Parlament ist Maro Douka 2024 Kandidatin der neu gegründeten Partei Nea Aristera (Neue Linke), die von ehemals der SYRIZA-Partei angehörenden Parlamentariern gegründet wurde. Vorher wurde sie 2014 zur Gemeinderätin in Athen (δημοτικός σύμβουλος Αθηναίων) als Mitglied des Teams von Bürgermeisterkandidat Garviil Sakellaridis gewählt.

## Auszeichnungen
Maro Douka wurde mit mehreren Literatur-Preisen ausgezeichnet, darunter auch der Große Literaturpreis, die höchste vom griechischen Kulturministerium vergebene Auszeichnung für Schreibende:
- 1982 Nikos-Kazantzakis-Preis der Stadt Iraklio für den Roman Alter Rost (Βραβείο "Νίκος Καζαντζάκης" του Δήμου Ηρακλείου)
- 1983 Zweiter Staatlicher Literaturpreis für den Roman Die schwimmende Stadt (Β' Κρατικό Βραβείο Λογοτεχνίας)
- 2005 Kostas-Ouranis-Preis der Akademie von Athen für Unschuldige und Schuldige (Βραβείο Κώστα Ουράνη της Ακαδημίας Αθηνών)
- 2005 Kavafis-Preis für Unschuldige und Schuldige (Βραβείο "Καβάφη")
- 2006 Balkanika Preis für Unschuldige und Schuldige
- 2015 Nikos-Themelis-Preis der elektronischen Zeitschrift Anagnostis für Komm, lass uns lügen (Βραβείο "Νίκος Θέμελης" του ηλεκτρονικού περιοδικού "Αναγνώστης")
- 2019 Großer Literaturpreis für ihr Gesamtwerk (Μεγάλο Βραβείο Γραμμάτων)

## Veröffentlichungen (Auswahl)
- Η πηγάδα (Der Brunnen). Novellen, 2. Auflage, Kedros Verlag Athen 1977.
- Αρχαία σκουριά (Alter Rost). Roman, Kedros Verlag Athen, 1979.
- Η πλωτή πόλη (Die schwimmende Stadt). Roman, Kedros Verlag, Athen 1983, ISBN 978-960-04-0106-6.
  - Die schwimmende Stadt. Roman. Deutsch von Norbert Hauser, Insel-Verlag, Frankfurt / Leipzig 1991, ISBN 978-3-458-16136-3.
- Αθώοι και φταίχτες (Unschuldige und Schuldige). Roman, Kedros Verlag, Athen 2004, ISBN 978-960-04-2478-2 .
- Μπλε μελαγχολία - Σας αρέσει ο Μπραμς; - Αλντιν (Blaue Melancholie – Gefällt Ihnen Brahms? – Aladin). Theaterstücke, Kedros Verlag Athen 2007, ISBN 978-960-04-3475-0. (zusammen mit Manos Elevtheriou und Menis Koumandareas)
- Έλα να πούμε ψέματα (Komm, lass uns lügen). Roman, Pataki Verlag, Athen 2014, ISBN 978-960-16-5559-8.
- Πύλη εισόδου (Eingangstor). Pataki Verlag, Athen 2019, ISBN 978-960-16-8148-1.
- Φελιτσιτά (Felitsita). Pataki Verlag, Athen 2023, ISBN 978-618-07-0663-5.